# Französischer Hügel

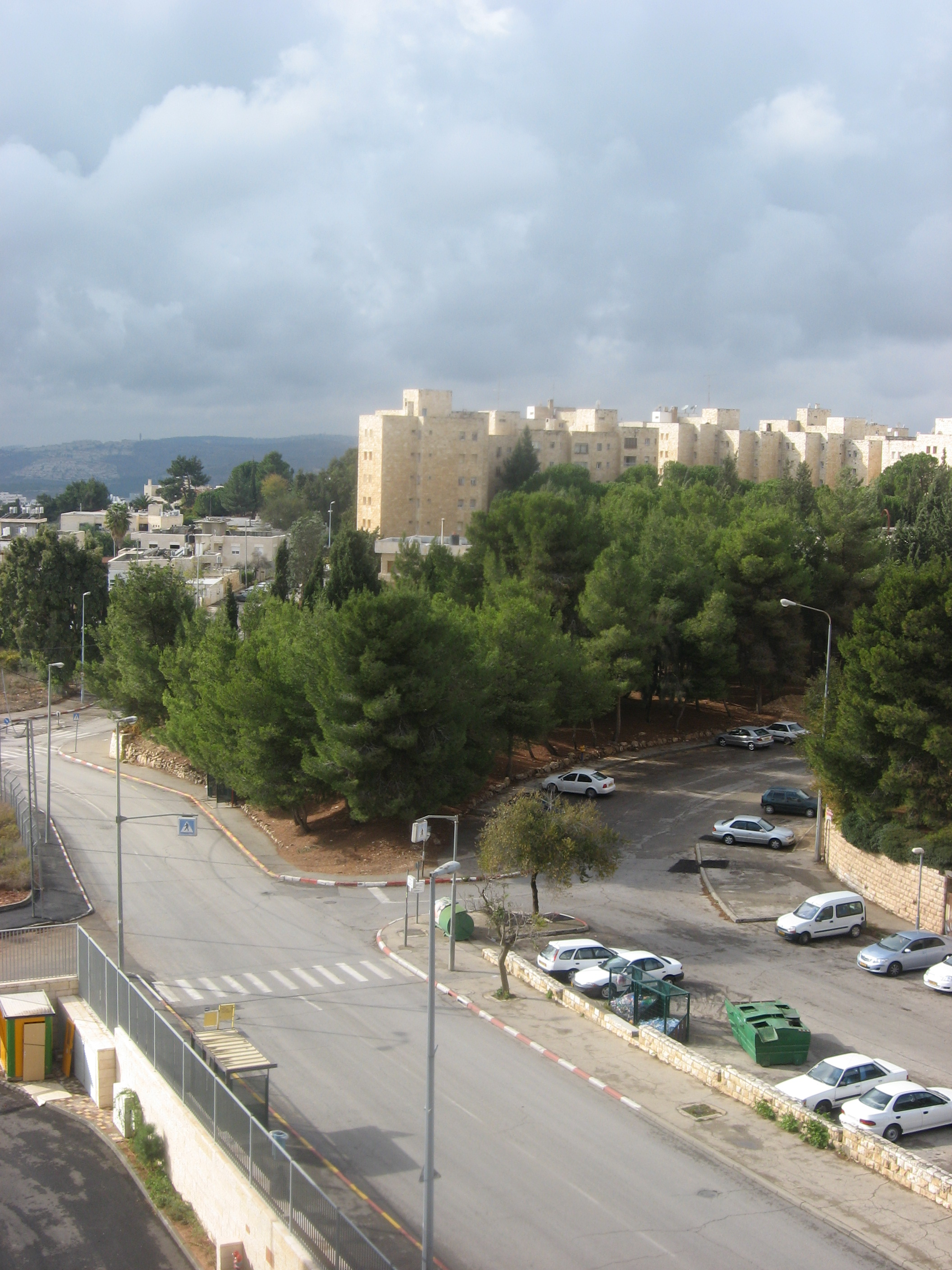
French Hill (2007)

Ha-Givʿah ha-Zarfatit (englisch French Hill; hebräisch הַגִּבְעָה הַצַּרְפָּתִית ha-Givʿah ha-Zarfatīt, deutsch ‚der Französische Hügel‘, auch Givʿat Schapīrā hebräisch גִּבְעַת שָׁפִּּירָא; arabische Bezeichnung: Karm el-Wiz) ist ein Stadtviertel in Ostjerusalem. Es liegt nordöstlich der Altstadt und grenzt an den Skopusberg.

## Geschichte
Als sich Ostjerusalem unter jordanischer Besatzung befand, verboten die Behörden aus denkmalschützerischen Überlegungen und zur Bevorzugung von Amman das Bauen auf dem Französischen Hügel. Vor der Annexion durch Israel befand sich auf dem Gebiet ein jordanischer Militärposten. Nach der Eroberung im Sechstagekrieg wurde das Gebiet als Wohnsiedlung für jüdische Siedler erschlossen. Derzeit wohnen 6631 Menschen in diesem Stadtteil, das entspricht einer Bevölkerungsdichte von 10.900 Menschen pro Quadratkilometer. Die meisten Einwohner stammen aus dem Gebiet der ehemaligen Sowjetunion und aus Südamerika.
Der Französische Hügel wurde 1980 durch das Jerusalemgesetz durch Israel annektiert. Diese Annexion wurde in der Resolution 478 des UN-Sicherheitsrates für „null und nichtig“ erklärt. Der Internationale Gerichtshof hat in seiner Advisory Opinion zu den „Rechtlichen Konsequenzen der Errichtung einer Mauer in den besetzten palästinensischen Gebieten“ klargestellt, dass alle israelischen Siedlungen in den besetzten Gebieten (was nach der Meinung des Gerichtes auch Ostjerusalem miteinschliesst) völkerrechtswidrig sind.
Der Französische Hügel war von 1992 bis 2004 Schauplatz mehrerer Anschläge auf Zivilisten, die mehr als 40 Opfer forderten.